# 監物台樹木園
監物台樹木園（けんもつだいじゅもくえん）は熊本県熊本市中央区にある植物園。熊本城の北端の監物櫓付近一帯に位置する。

## 概要
明治時代から軍用地となり、熊本陸軍幼年学校の敷地にも利用されていたが、1949年（昭和24年）に熊本営林局用地となった。樹木園は1952年（昭和27年）11月8日に開園した。当時、農林省林野局熊本営林局長であった大坪藤市が全九州の営林署に声をかけて標本樹を集めた。
九州森林管理局の所管であるため、様々な植物の研究も行っている。
名前の監物台の由来は熊本城主細川家家老職長岡監物が、熊本城北の守りとしてこの地を固めていたことからきている。ただし実際は当園の敷地は長岡図書の敷地であり、長岡監物の敷地と間違われて名づけられた。
熊本地震により被災した熊本城監物櫓の復旧工事を実施することから、2021年（令和3年）6月1日から休園していた。
2024年（令和6年）4月25日、約3年ぶりに一般公開を再開した。

## 見どころ

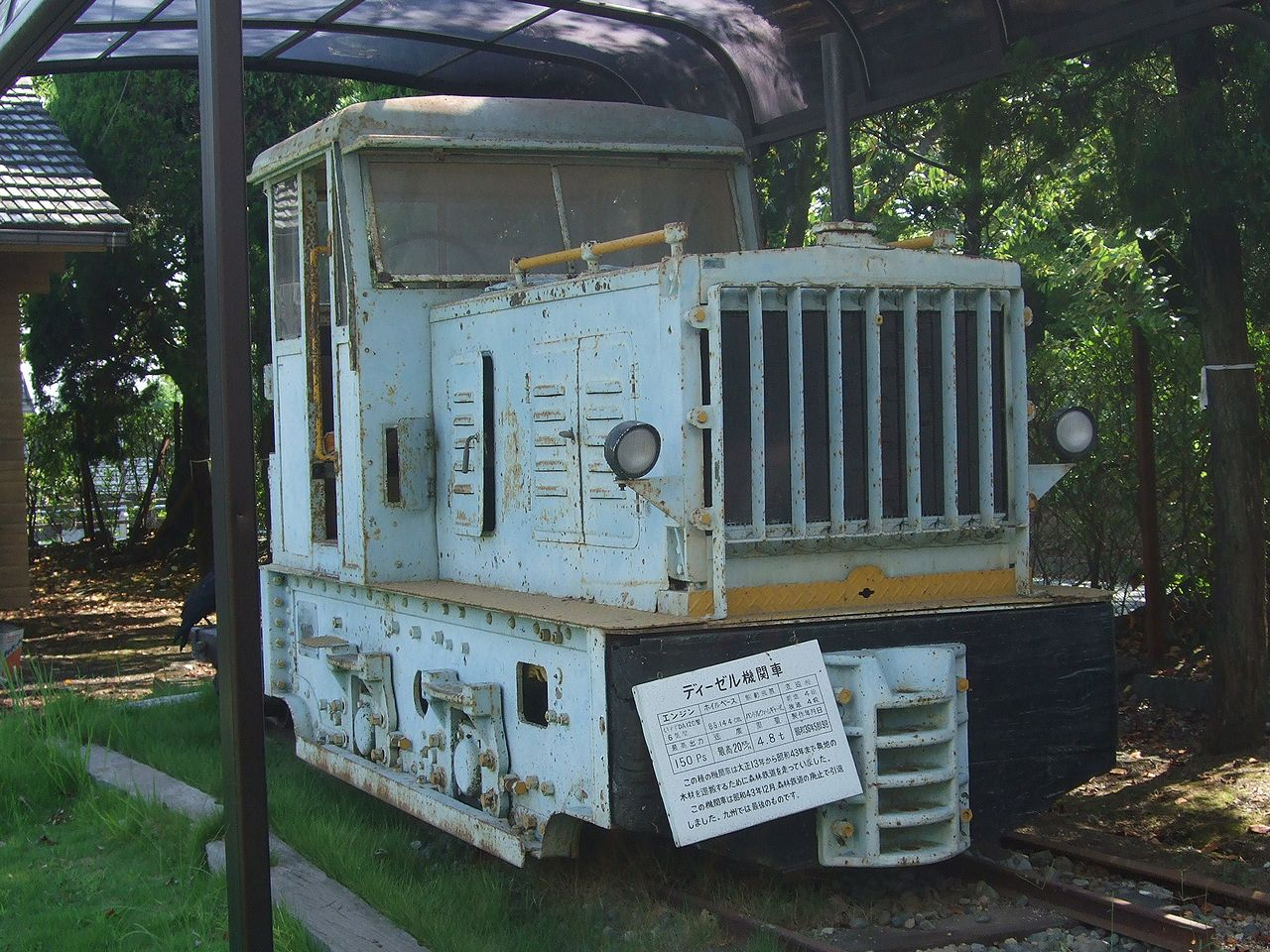
内大臣森林鉄道ディーゼル機関車

園内には，九州の郷土樹種である常緑広葉樹を中心に，各地の樹種を造園的に植栽している。他に盆栽，草花等を合わせると141科793種，約2,100本に及ぶ植物が植栽されている。園内には森林博物館があり、そこには、樹齢約1,360年の屋久杉円盤がある。また，森の図書室には，樹齢400年のタブ円盤をはじめ，森林、林業，自然に関する図書がある。その他に，薬草園，盆栽展示棚，フジ棚，チューリップ，バラ園等があり，開花の季節には大勢の花見客が訪れる。
他に、森林鉄道用の762mm軌間ディーゼル機関車が保存されている。旧矢部営林署管内の内大臣森林鉄道で使われたものである。

### 開花の目安
- 桜・・3月下旬～4月末
- チューリップ・・4月上旬～4月下旬
- フジ・・4月中旬～4月末
- バラ・・5月上旬～6月中旬

## 樹木の種類
ここにあると明言している文献にある樹木のみ挙げたが、実際はこれ以上存在する。

- アオキ*アオギリ*アカガシ*アカマツ*アジサイ*アセビ*アベマキ*アワブキ*イイギリ*イジュ*イチイガシ*イチョウ*イヌツゲ*イヌガヤ*イヌマキ*ウラジロガシ*エゴノキ*オオイタビ*オガタマノキ*カジカエデ*カジイチゴ*カツラ*カヤ*カリン*キヅタ*キハダ*キョウチクトウ*キリ*クスノキ*クスドイゲ*クヌギ*クリ*クロマツ*クロガネモチ*ゲッケイジュ*ケヤキ*コクサギ*コブシ*ゴヨウマツ*サカキ*サザンカ*サルスベリ*サンシュユ*シキミ*シャシャンボ*シャリンバイ*シリブカガシ*シロモジ*シロダモ*ジンチョウゲ*スギ*ソテツ*タイザンボク*タカオカエデ*ツゲ*ツバキ*タブノキ*タラノキ*ツガ*ツクシシャクナゲ*ツバキ*テーダマツ*テンダイウヤク*トサミスキ*トチュウ*トチノキ*ナナミノキ*ナラガシワ*ナンテン*ニガキ*ニッケイ*ニワトコ*ネコノチチ*ネジキ*バクチノキ*ハナガガシ*ハナイカダ*ハマヒサカキ*ハリモミ*ハリギリ*ヒイラギモドキ*ヒメシャラ
  - フウ[6]
- ホルトノキ*マテバシイ*マルバニッケイ*ミズキ*ムクロジ*メグスリノキ*メタセコイア*モクレン*モチノキ*モッコク*モミ*ヤクタネゴヨウ*ヤツデ*ヤブニッケイ*ヤマコウバシ*ヤマザクラ*ヤマボウシ*ユズリハ*リョウブ

## 開園日時・休館日
- 開園日時― 夏期（4月1日～9月20日）は午前9時～午後6時、冬期（10月1日～3月31日）午前9時～午後5時、「桜まつり」の3月下旬～4月上旬の期間中は、夜間開園（午後9時まで）を実施
  - 休館日― 毎週月曜日（ただし3月20日～5月31日は無休。月曜日が休日と重なる場合は火曜日に振替え）と年末年始(12月29日～1月3日)

## 所在地
- 〒860-0008 熊本県熊本市中央区二の丸4-1

## 交通アクセス
- 桜町バスターミナルから熊本城周遊バス乗車「熊本城」下車徒歩5分
- 熊本市電 熊本城・市役所前電停 下車徒歩15分

## 文献
- 『樹木101のウオッチング』　安楽行雄　九州森林インストラクター会　2013年